# Beate Braun-Niehr
Beate Braun-Niehr (* 1956) ist eine deutsche Kunsthistorikerin.

## Leben
Beate Braun-Niehr studierte an den Universitäten Würzburg und Bonn. In Bonn wurde sie 1992 mit einer kunstgeschichtlichen Dissertation zum Codex Vaticanus Rossianus 181: Studien zur Erfurter Buchmalerei um 1200 zum Dr. phil. promoviert. Von 1985 bis 1988 arbeitete sie in Bonn am Editionsprojekt „Mittelalterliche Bußbücher“ mit. Danach arbeitete sie an Ausstellungen zur mittelalterlichen Kunst in Köln (1992, 1998), Hildesheim (1993) und Braunschweig (1993–1995) mit. Von 1996 bis 2007 war sie beteiligt an DFG-Projekten zur Erschließung der Manuscripta theologica latina in octavo der Staatsbibliothek zu Berlin in der Stiftung Preußischer Kulturbesitz. Im Wintersemester 2009/2010, Sommersemester 2011 und Sommersemester 2017 war sie Lehrbeauftragte am Kunsthistorischen Institut der Christian-Albrechts-Universität zu Kiel.

## Forschungsschwerpunkte
Zu den Forschungsschwerpunkten von Braun-Niehr gehören die Kunst des Mittelalters, illuminierte Handschriften und Liturgica.

## Buchpublikationen
- Der Codex Vaticanus Rossianus 181. Studien zur Erfurter Buchmalerei um 1200. Berlin 1996, ISBN 978-3-7861-1779-7.
- mit Manfred von Arnim, Alexander Arweiler u. a.: Glaube und Wissen im Mittelalter. Die Kölner Dombibliothek. Katalog zur gleichnamigen Ausstellung im Diözesanmuseum Köln. München 1998, ISBN 978-3-7774-7910-1.
- Das Brandenburger Evangelistar (= Schriften des Domstifts Brandenburg. Band 2). Schnell und Steiner, Regensburg 2005, ISBN 978-3-7954-1698-0.
- als Hrsg. mit Eef Overgaauw: Die theologischen lateinischen Handschriften in Octavo der Staatsbibliothek zu Berlin Preußischer Kulturbesitz, Teil 1: Ms. theol. lat. oct. 66–125 (= Staatsbibliothek zu Berlin Preußischer Kulturbesitz. Kataloge der Handschriftenabteilung. Erste Reihe 3,1). Wiesbaden 2007, ISBN 978-3-447-05183-5, online.
- St. Josef, St. Ingbert. München 2008, ISBN 978-3-7954-6733-3.
- als Hrsg. mit Britta-Juliane Kruse: „Myt den figuren gemolet“. Die Federzeichnungen der elsässischen Historienbibel aus der Universitäts- und Landesbibliothek Darmstadt. Darmstadt 2012, ISBN 978-3-534-24072-2.
- mit Ulrike Hascher-Burger und Henrike Lähnemann: Liturgie und Reform im Kloster Medingen: Edition und Untersuchung des Propst-Handbuchs Oxford, Bodleian Library, MS. Lat. liturg. e. 18 (= Spätmittelalter, Humanismus, Reformation. Band 76). Tübingen 2013, ISBN 978-3-16-152804-0.
- als Hrsg. mit Klaus Niehr, Christina Meckelnbourg, Rüdiger von Schnurbein, Fabian Kolb: Das Brandenburger Evangelistar: Faksimile-Edition der Handschrift Ms. 1 des Domstifts Brandenburg. Quaternio Verlag, Luzern 2021, ISBN 978-3-90592475-6.

Daneben ist sie Autorin oder Coautorin zahlreicher Beiträge in Büchern (u. a. Mitarbeit an Kommentarbänden zu Faksimiles) und wissenschaftlichen Zeitschriften.